# Erik Annerfalk
Erik Annerfalk, född 27 november 1994, är en svensk friidrottare (kortdistanslöpning). Född i Karlsborg men bor numera i Göteborg och är tävlande för Ullevi FK. Erik tränar under coach Anders "Palmas" Palmqvist och innehar klubbrekordet på 200 meter inomhus på tiden 21,33 sekunder och 4x100 meter stafett 39,99 sekunder. 

## Personliga rekord
| Utomhus - 100 meter: 10,59 (Skara, Sverige 6 juni 2019) - 200 meter: 21,25 (Sollentuna, Sverige 9 juni 2019) - 300 meter: 34,08 (Göteborg, Sverige 11 maj 2019) | Inomhus - 60 meter: 6,90 (Göteborg, Sverige 17 januari 2021) - 200 meter: 21,33 (Växjö, Sverige 22 februari 2020) |